# Osazování plošných spojů

Odpor osazený do otvorů v DPS

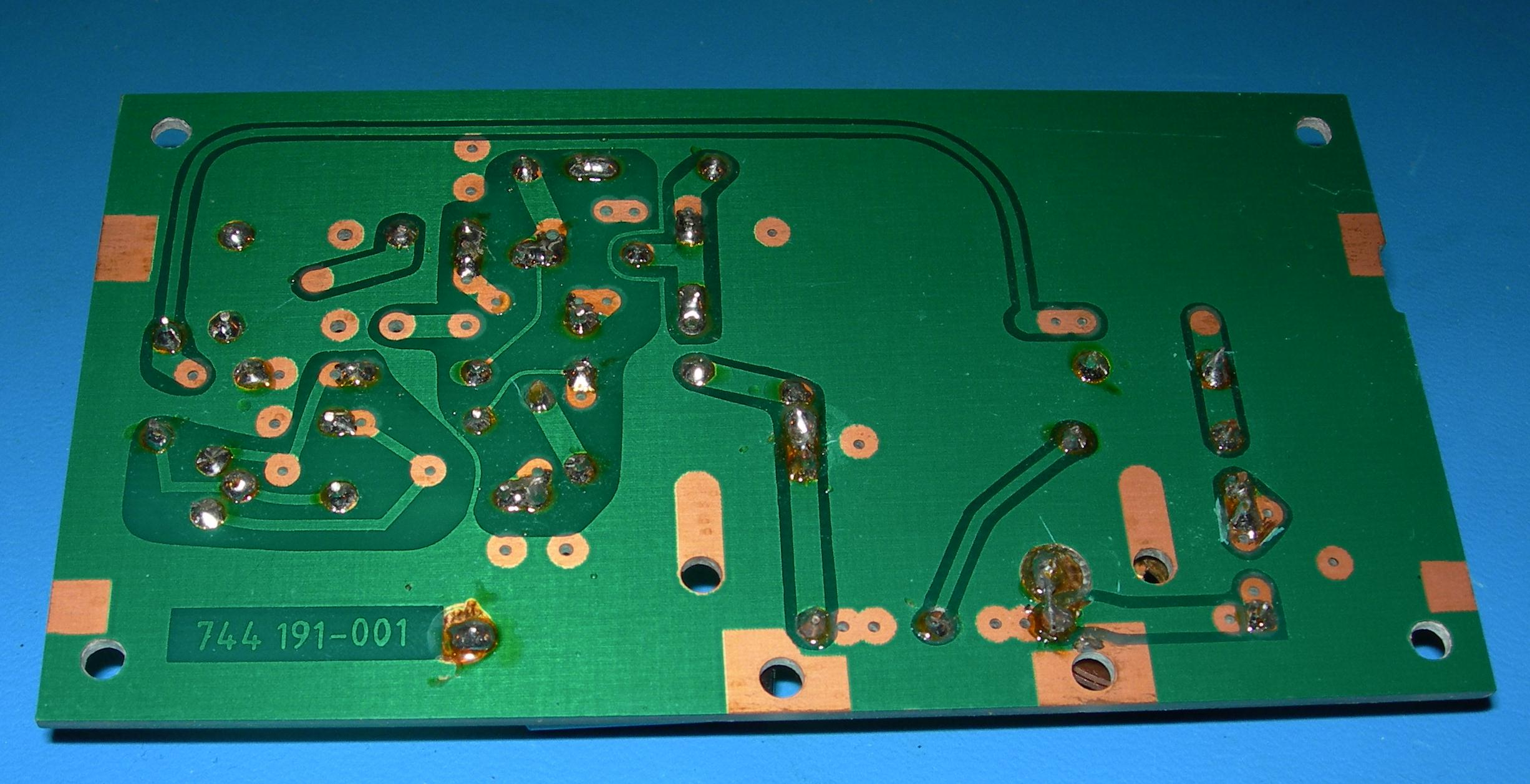
Ručně zapájený plošný spoj

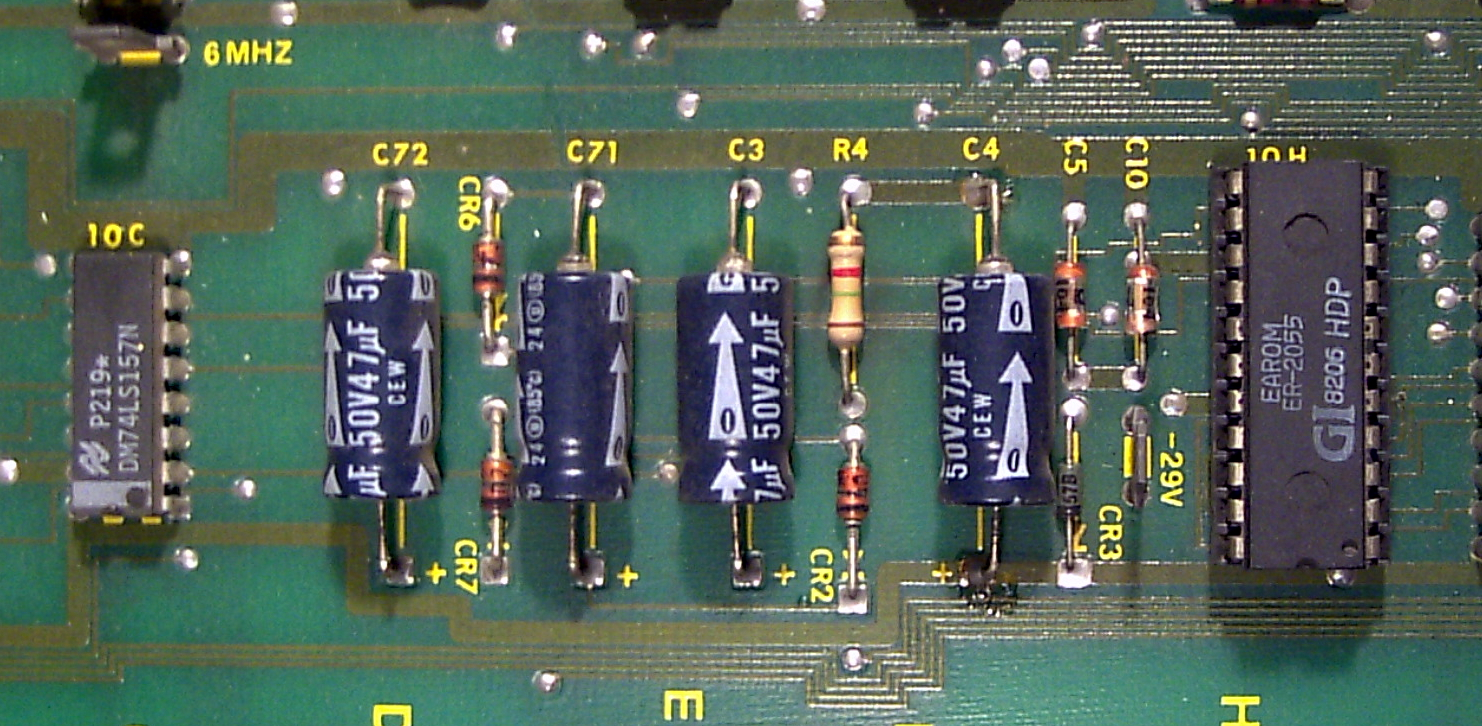
Plošný spoj osazený součástkami s drátovými vývody (THD)

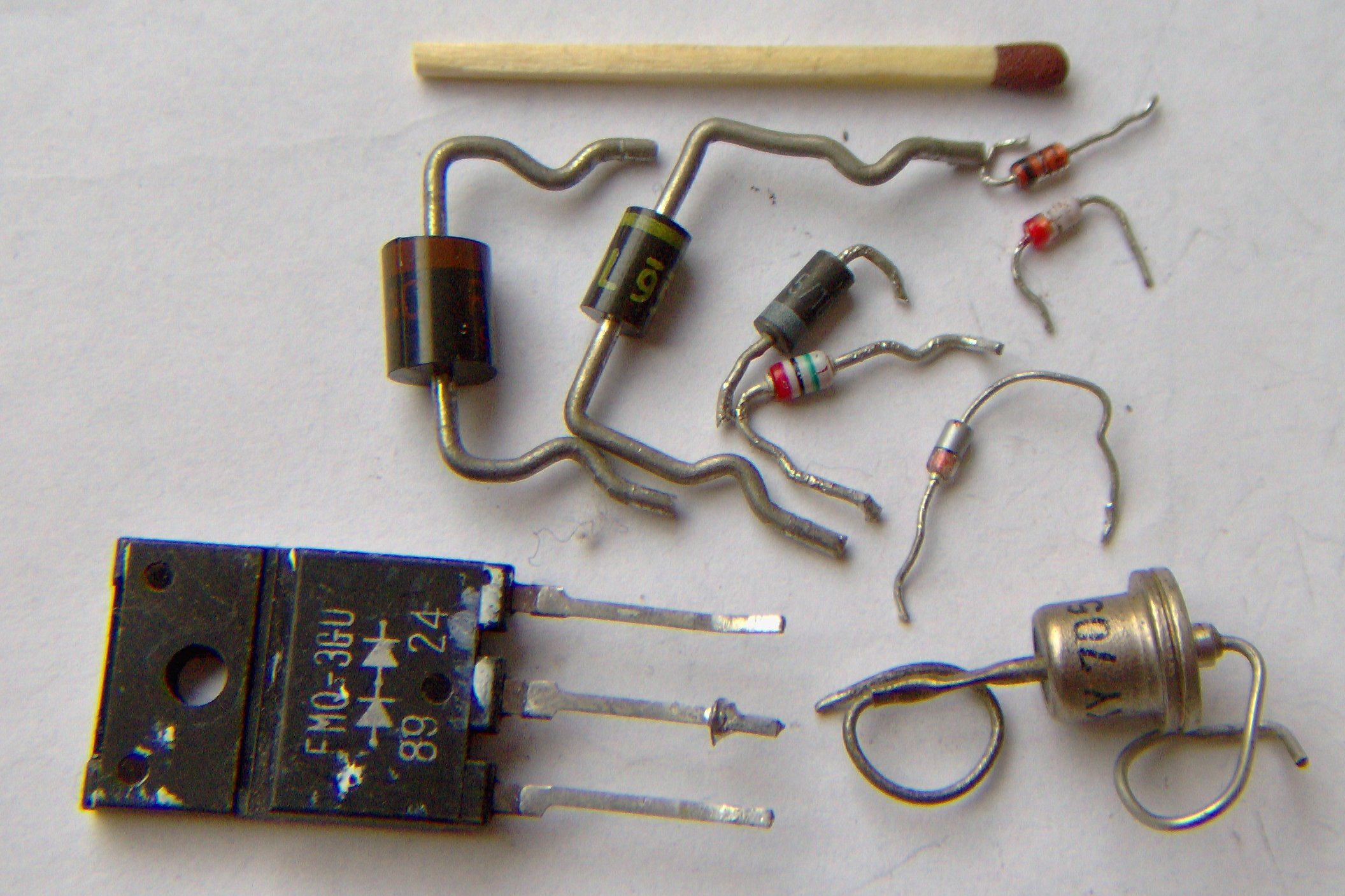
Různé diody, některé s krepovanými vývody

Osazování plošných spojů součástkami s drátovými vývody (angl.: Through-hole technology, THT) je jeden ze způsobů montáže elektronických přístrojů. Na rozdíl od povrchové montáže (SMT) se pří tomto způsobu osazování drátové nebo kolíčkové vývody součástek prostrčí otvory plošného spoje (DPS) a na opačné straně zapájí. V začátcích montáže elektronických obvodů na plošné spoje se používala výhradně tato metoda. Tehdy dostupné součástky jiný způsob montáže neumožňovaly. Určitým předstupněm SMT byly takzvané hybridní integrované obvody. Na destičku ze speciální keramiky byly nejdříve natisknuty propojovací vodiče i některé rezistory. Tisklo se sítotiskem různými vodivými pastami. Po vypálení past se mezi připravené vodiče vlepily kondenzátory nebo nezapouzdřené polovodičové čipy a zapájely se. Připravený obvod se zapouzdřil namočením do izolační hmoty. Tato technologie umožnila vyrobit malé a vlhku odolné přístroje, ale bylo jí možné využít jen pro některé obvody. Prakticky nebylo možné osadit indukčnosti ani výkonové polovodiče s větší produkcí ztrátového tepla. Dnes už malé a lehké SMD součástky montáž THT prakticky úplně vytlačily a mnoho moderních součástek (především integrovaných obvodů) ani není možné ve vývodovém provedení zkonstruovat. Přesto se ještě dnes část plošných spojů vyskytuje v takzvané smíšené montáži. Obsahují jak SMD, tak vývodové součástky. Jsou to takové DPS, které obsahují těžké součástky (trafa, tlumivky) nebo součástky, u kterých se předpokládá mechanické namáhání za provozu (konektory, spínače). Montáž vývodových součástek probíhala v těchto krocích:
- Vytvarování a částečné zkrácení vývodů
- Osazení součástek do otvorů v plošném spoji
- Zajištění vývodů zahnutím na straně pájení a zkrácení na správnou délku
- Zapájení vývodů
- Kontrola a oživení osazené desky
- Doplnění a výměna chybějících a vadných součástek
- Vyčištění desky od zbytků tavidla a stop zanechaných pracovníky při montáži
- Povrchová ochrana desky nástřikem ochranného laku

Během několika desítek let používání technologie THT se dospělo od jednoduchých pomůcek a ručních přípravků až k automatizovaným tvarovacím a osazovacím strojům. Na počet kusů nejvíce bylo součástek válcového tvaru s osově umístěnými vývody (rezistory, kondenzátory, diody). Jde o časové období takzvaného analogového pravěku! Takové součástky se zpočátku ručně tvarovaly na kovovém hranolku definované šířky. Tělísko součástky se vložilo do vybrání v hranolku a drátové vývody se ohnuly podél boků přípravku. Tak bylo možné dodržet normalizovanou rozteč otvorů pro součástky. Pro součástky, které neměly ležet přímo na desce byla vymyšlena technika krepování vývodů. Na koncích drátěných vývodů byly vytvarovány ohyby, které udržely součástku v otvorech a tělísko součástky v definované výšce nad deskou. Původní krepovací přípravky byly zázrakem jemné mechaniky. Každá součástka se musela jednotlivě vložit do přípravku, zatáhlo se za páčku a součástka se ručně pinzetou vyjmula. Produktivita nebyla vysoká. Hodnota součástky byla na tělísku vyznačena na jediném místě potiskem. Pracovnice při krepování musela dbát, aby ohyby udělala v takové poloze, že potisk zůstal čitelný. Vlastní osazování součástek dospělo od čistě ruční práce podle papírových výkresů až k takzvaným osazovacím stolům. To byly poloautomaty, do kterých se upnul plošný spoj a do stroje se založily zásobníky se součástkami. Zásobníky byly vlastně jen misky s předem předtvarovanými součástkami. Podle předem připraveného programu potom projekční hlava osvítila místo pro osazení a pod ruku obsluhy přijel zásobník se správnou součástkou. Stačilo zobnout součástku z misky a vložit ji na osvícené místo.